# Cynoglossum sphacioticum
Cynoglossum sphacioticum ist eine Pflanzenart aus der Gattung Hundszungen (Cynoglossum).

## Merkmale
Cynoglossum sphacioticum ist ein ausdauernder Rhizom-Geophyt, der Wuchshöhen von 5 bis 18 Zentimeter erreicht. Das Rhizom ist verholzt und verzweigt. Die Blätter messen 15 bis 25 × 3 bis 6 Millimeter. Die Krone ist tiefblau oder violett, 4 bis 6 Millimeter groß und ohne Netznerven. Die Schlundschuppen sind halbmondförmig.
Die Blütezeit reicht von Juni bis August.
Die Chromosomenzahl beträgt 2n = 24.

## Vorkommen
Cynoglossum sphacioticum ist auf Kreta in der Präfektur Chania endemisch. Die Art wächst auf Schutthängen in den Lefka Ori in Höhenlagen von 1700 bis 2450 Meter.